# Elliott Johnson (cầu thủ bóng đá)
Elliott George Johnson (sinh ngày 17 tháng 8 năm 1994) là một cầu thủ bóng đá người Anh thi đấu ở vị trí hậu vệ trái cho câu lạc bộ National League Barnet.

## Sự nghiệp
Johnson sinh ra ở Hendon, Luân Đôn. Ban đầu anh được đăng kí ở đội một Barnet lúc 16 tuổi vào tháng 10 năm 2010, và ngồi dự bị trong nhiều trận ở mùa giải 2010-11 và 2011-12. Anh kí hợp đồng chuyên nghiệp đầu tiên vào tháng 5 năm 2012, và cuối cùng có màn ra mắt khi đá chính trong trận đấu ở League Two trên sân nhà trước Torquay United ngày 6 tháng 11 năm 2012. Anh ghi bàn thắng đầu tiên cho Barnet trong thất bại 3-2 trước Accrington Stanley vào ngày 16 tháng 3 năm 2013.

## Thống kê sự nghiệp
Tính đến trận đấu diễn ra ngày 10 tháng 3 năm 2020
| Câu lạc bộ          | Mùa giải            | Giải quốc nội       | Giải quốc nội | Giải quốc nội | Cúp FA  | Cúp FA    | League Cup | League Cup | Khác    | Khác      | Tổng    | Tổng      |
| Câu lạc bộ          | Mùa giải            | Hạng đấu            | Số trận       | Bàn thắng     | Số trận | Bàn thắng | Số trận    | Bàn thắng  | Số trận | Bàn thắng | Số trận | Bàn thắng |
| ------------------- | ------------------- | ------------------- | ------------- | ------------- | ------- | --------- | ---------- | ---------- | ------- | --------- | ------- | --------- |
| Barnet              | 2010-11             | League Two          | 0             | 0             | 0       | 0         | 0          | 0          | 0       | 0         | 0       | 0         |
| Barnet              | 2011-12             | League Two          | 0             | 0             | 0       | 0         | 0          | 0          | 0       | 0         | 0       | 0         |
| Barnet              | 2012-13             | League Two          | 26            | 1             | 0       | 0         | 0          | 0          | 0       | 0         | 26      | 1         |
| Barnet              | 2013-14             | Conference Premier  | 30            | 0             | 0       | 0         | —          | —          | 1       | 0         | 31      | 0         |
| Barnet              | 2014-15             | Conference Premier  | 42            | 1             | 3       | 0         | —          | —          | 0       | 0         | 45      | 1         |
| Barnet              | 2015-16             | League Two          | 41            | 1             | 2       | 0         | 2          | 0          | 1       | 0         | 46      | 1         |
| Barnet              | 2016-17             | League Two          | 36            | 0             | 1       | 0         | 1          | 0          | 2       | 0         | 40      | 0         |
| Barnet              | 2017-18             | League Two          | 2             | 0             | 0       | 0         | 1          | 0          | 0       | 0         | 3       | 0         |
| Barnet              | 2018-19             | National League     | 38            | 1             | 7       | 1         | 0          | 0          | 4       | 0         | 49      | 2         |
| Barnet              | 2019-20             | National League     | 19            | 0             | 3       | 0         | 0          | 0          | 5       | 0         | 27      | 0         |
| Tổng cộng sự nghiệp | Tổng cộng sự nghiệp | Tổng cộng sự nghiệp | 235           | 4             | 16      | 1         | 4          | 0          | 13      | 0         | 268     | 5         |

1. 1 2 3  Số lần ra sân ở FA Trophy
2. ↑  Số lần ra sân ở Football League Trophy
3. ↑  Số lần ra sân ở EFL Trophy

## Danh hiệu
Barnet
- Conference Premier: 2014-15[7]